# Révolution de 1300
 (mars 2025).

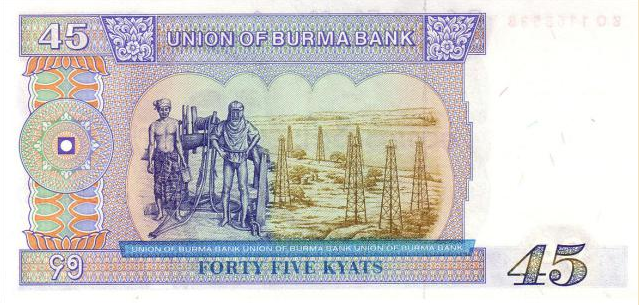
Le billet de 45 kyats birmans représentant les grèves pétrolières.

La révolution de 1300 (birman : ၁၃၀၀ ပြည့် အရေးတော်ပုံ ; également appelée mouvement de 1300 ou grèves de l'an 1300) est une grève générale nationale qui a lieu en Birmanie en 1938-1939, débutant par des grèves dans les champs pétroliers. Son nom vient de l'année où elle a lieu : 1300 dans le calendrier birman (en). La durée et l'ampleur de la grève unissent de nombreuses personnes en Birmanie dans la solidarité contre le gouvernement colonial britannique. Elle est souvent considérée comme l'une des premières étapes fondamentales vers l'indépendance de la Birmanie.

## Début de la grève
Avant 1938, la Burmah Oil Company (en) (BOC), une entreprise britannique, licencie son personnel sans raison. Le 8 janvier, les ouvriers du pétrole de Chauk se mettent en grève pour protester contre les bas salaires, le manque de congés médicaux et la réduction du nombre de fêtes religieuses accordées par la BOC. Le salaire journalier des ouvriers du pétrole est de 7 à 8 pe, tandis que les cadres britanniques gagnent environ 100 roupies par jour, soit près de 1428 fois plus que le travailleur moyen. Cette grève s'étend à une raffinerie de la BOC dans le canton de Thanlyin, au sud de Rangoun, la capitale de la Birmanie britannique.

## Marche vers Rangoun
En novembre, des milliers de travailleurs en grève à Chauk décident de marcher jusqu'à Rangoun, menés par Thakin Po Hla Gyi (en), pour présenter leurs revendications à la BOC. Des agriculteurs et des membres du groupe nationaliste Dobama Asiayone (Association des Birmans) se joignent à la marche. Les manifestants vont de Chauk à Yenangyaung puis à Magwe. À Magwe, Ko Ba Hein, un dirigeant du syndicat étudiant qui a rejoint la manifestation, est arrêté après avoir prononcé un discours de défiance.
Malgré les arrestations, la marche se poursuit jusqu'à Pyay et Henzada. De nombreux spectateurs sympathisent avec la cause des travailleurs, tandis que des moines et d'autres laïcs soutiennent la grève, notamment lors d'une action où ils s'allongent sur l'asphalte brûlant devant la police britannique montée pour protester contre les conditions de travail difficiles. Un drapeau tricolore avec le paon du Dobama Asiayone est hissé par l'acteur Mingala U Aung Maung une fois que les manifestants arrivent à Kyopinkauk.
L'organisation de la marche est assurée par un membre du Dobama Asiayone. Po Hla Gyi lui-même prend le titre de Thakin, qui signifie "maître", comme d'autres membres du Dobama Asiayone. Au cours de la marche, en raison de son militantisme, Po Hlag Gyi est surnommé alawaka, ou "l'Ogre".

## Grève générale

Drapeau de la Burmah Oil Company.

À Rangoun, Po Hla Gyi publie un pamphlet intitulé "La guerre des grèves" (birman : သပိတ်စစ်ပွဲ) appelant les travailleurs à prendre des mesures pour remédier au sort de la majorité du pays en termes objectifs et subjectifs et soulignant le déséquilibre de la répartition des richesses. Il utilise des légendes historiques birmanes pour établir des comparaisons. Le pamphlet est vendu à la pagode Shwedagon pour financer les efforts de secours aux grévistes.
La grève des ouvriers des champs pétroliers de la BOC se transforme en grève générale nationale organisée par Dobama Asiayone. À Rangoun, des manifestants étudiants inspirés par la grève du pétrole rejoignent la marche des ouvriers qui réussissent à faire un piquet de grève au Secrétariat (en), le siège du gouvernement colonial. Les manifestants sont chargés par la police montée de la police impériale indienne brandissant des matraques, tuant un étudiant de l'université de Rangoun appelé Aung Kyaw. À Mandalay, la police coloniale tire sur une foule de manifestants menée par des moines bouddhistes, tuant 17 personnes. Le mouvement devient connu sous le nom de Htaung thoun ya byei ayeidawbon (la "révolution de 1300", du nom de l'année civile birmane).
La grève dure dix-huit mois, s'essoufflant au fur et à mesure que les travailleurs retournent au travail volontairement, meurt de maladie ou sont contraints de le faire. La BOC finit par céder à certaines revendications, mais le principal héritage de la révolution est la prise de conscience politique suscitée par une grève aussi longue et massive.

## Héritage
Lors de la répression qui suit, les forces gouvernementales tuent 33 personnes, dont le premier à être tué, l'étudiant Bo Aung Kyaw (en). Il est commémoré comme le premier étudiant martyr de l'histoire du pays et le 20 décembre, le jour de sa mort, est commémoré par les étudiants comme la Journée Bo Aung Kyaw.
La série de kyats de Birmanie de 1972 à 1988 commémore la révolution de 1300 avec une image de Thakin Po Hla Gyi à l'avers et des ouvriers des champs pétroliers au revers représentés sur le billet de 45 kyats.